# Rubacer
Rubacer là một chi thực vật có hoa trong họ Hoa hồng.